# Печенцино
Печенцино — деревня в Коломенском районе Московской области. Население — 2 чел. (2010).

## Расположение
Деревня находится на левом берегу реки Осенка, в 3 км от пруда.

## Население
| 2002 | 2006 | 2010 |
| ---- | ---- | ---- |
| 5    | →5   | ↘2   |

## Транспорт и дороги
В 2007 году в рамках Федеральной адресной инвестиционной программы России была построена дорога, соединяющая Печенцино с автомобильной дорогой «Коломна—Малино» — «Черкизово—Непецино—Шкинь».